# Очаково (Гусєвський район)
Очаково (рос. Очаково) — селище Гусєвського району, Калінінградської області Росії. Входить до складу Кубановського сільського поселення.
Населення —  128 осіб (2015 рік). 

## Населення
| 2002 | 2010 |
| ---- | ---- |
| 108  | ↗128 |